# Eilean Beag
Eilean Beag är en obebodd ö i den Crowlin Islands i Highland, Skottland. Ön är belägen 10 km från Applecross.